# Magic Voices
Magic Voices war ein deutsches Musikprojekt des Hamburger Produzentenduos Jan Krueger und Christian Wilckens.
Krueger und Wilckens, ehemalige Mitglieder der Popband Channel 5, wurden im Jahr 2000 von der ARD beauftragt, offizielle Songs für deren Berichterstattung von der Fußball-Europameisterschaft 2000, der Tour de France 2000 und den Olympischen Sommerspielen 2000 zu schreiben. Es entstand das Album First of All mit zwölf Titeln. An dem Album, das Platz 18 der deutschen Charts erreichte, waren über 100 Musiker und Sänger beteiligt, darunter der 50-köpfige Chor The Young Classics, dirigiert von Mike Steurenthaler. Alle Titel wurden von Krueger und Wilckens komponiert, getextet und produziert; beim Lied Trust Yourself ist Krueger auch als Sänger zu hören. Der EM-Song Here We Go Again und der Olympia-Song Australia wurden als Singles veröffentlicht; letzterer konnte sich in den deutschen Charts auf Platz 29 platzieren. Leadsänger beider Singles ist der Hamburger Musiker William „Billy“ King.